# Eurymylidae
Os eurimilídeos (Eurymylidae) são uma família de Glires primitivos, semelhantes aos ancestrais dos roedores (Rodentia).

## Taxonomia
Família Eurymylidae
- Gênero Zagmys Dashzeveg et al., 1987
- Gênero Nikolomylus Shevyreva e Gabunia, 1986
- Gênero Aktashmys Averianov, 1994
- Gênero Asiaparamys
- Gênero Kazygurtia
- Gênero Eomylus Dashzeveg e Russell, 1988
  - Eomylus zhigdenensis
  - Eomylus bayanulanensis Meng et al., 2005
  - Eomylus borealis
- Gênero Amar
- Gênero Decipomys
  - Decipomys mongoliensis
- Gênero Eurymylus Matthew e Granger, 1925
  - Eurymylus laticeps Matthew e Granger, 1925
- Gênero Matutinia Li et al, 1979
  - Matutinia nitidulus
- Gênero Rhombomylus Zhai, 1978
  - Rhombomylus turpanensis Zhai, 1978
- Gênero Sinomylus
- Gênero Palaeomylus Meng et al., 2005
  - Palaeomylus lii Meng et al., 2005
- Gênero Heomys Li, 1977 (Rodentia incertae sedis)
- Gênero Marfilomys (Rodentia incertae sedis)